# Clasificación para la Copa Mundial de Fútbol de 1958
Para las rondas de clasificación para la Copa Mundial de Fútbol de 1958 participaron un total de 53 selecciones nacionales, compitiendo por 16 puestos en la fase final. Suecia (como el organizador) y Alemania Federal (como el campeón del anterior mundial) se clasificaron automáticamente.
Las restantes 14 plazas se asignaron por zonas geográficas de acuerdo a la siguiente distribución:
- Zona 1 (Europa): 9 plazas, disputadas por 27 selecciones.
- Zona 2 (Sudamérica): 3 plazas, disputadas por 9 selecciones.
- Zona 3 (Norteamérica): 1 plaza, disputada por 6 selecciones.
- Zona 4 (Asia): 0'25 plazas, disputadas por 6 selecciones.
- Zona 5 (África): 0'5 plazas, disputadas por 2 selecciones.
- Zona 6 (Oceanía): 0'25 plazas, disputadas por ninguna selección.

## Equipos clasificados
| N.º | Equipo            | Detalle                                             | Fecha de clasificación   | Part. | Cons. | Última | Mejor presentación               |
| --- | ----------------- | --------------------------------------------------- | ------------------------ | ----- | ----- | ------ | -------------------------------- |
| 1   | Suecia            | Anfitrión                                           | 23 de junio de 1950      | 4     | 1     | 1950   | Tercer lugar (1950)              |
| 2   | Alemania Federal  | Campeón de la Copa Mundial de Fútbol de 1954        | 4 de julio de 1954       | 4     | 2     | 1954   | Campeón (1954)                   |
| 3   | Brasil            | Ganador del Grupo 1 de la Clasificación de Conmebol | 21 de abril de 1957      | 6     | 6     | 1954   | Subcampeón (1950)                |
| 4   | Inglaterra        | Ganador del Grupo 1 de la Clasificación de UEFA     | 19 de mayo de 1957       | 3     | 3     | 1954   | Cuartos de final (1954)          |
| 5   | Paraguay          | Ganador del Grupo 3 de la Clasificación de Conmebol | 14 de julio de 1957      | 3     | 1     | 1950   | Primera ronda (1930, 1950)       |
| 6   | Austria           | Ganador del Grupo 5 de la Clasificación de UEFA     | 29 de septiembre de 1957 | 3     | 2     | 1954   | Tercer lugar (1954)              |
| 7   | Francia           | Ganador del Grupo 2 de la Clasificación de UEFA     | 27 de octubre de 1957    | 5     | 2     | 1954   | Cuartos de final (1938)          |
| 8   | Checoslovaquia    | Ganador del Grupo 4 de la Clasificación de UEFA     | 27 de octubre de 1957    | 4     | 2     | 1954   | Subcampeón (1934)                |
| 9   | Argentina         | Ganador del Grupo 2 de la Clasificación de Conmebol | 27 de octubre de 1957    | 3     | 1     | 1934   | Subcampeón (1930)                |
| 10  | México            | Ganador de la repesca de CCCF/NAFC                  | 27 de octubre de 1957    | 4     | 3     | 1958   | Primera ronda (1930, 1950, 1954) |
| 11  | Escocia           | Ganador del Grupo 9 de la Clasificación de UEFA     | 6 de noviembre de 1957   | 2     | 2     | 1954   | Primera ronda (1954)             |
| 12  | Hungría           | Ganador del Grupo 3 de la Clasificación de UEFA     | 10 de noviembre de 1957  | 4     | 2     | 1954   | Subcampeón (1938, 1954)          |
| 13  | Yugoslavia        | Ganador del Grupo 7 de la Clasificación de UEFA     | 17 de noviembre de 1957  | 4     | 3     | 1954   | Cuarto lugar (1930)              |
| 14  | Unión Soviética   | Ganador del Grupo 6 de la Clasificación de UEFA     | 24 de noviembre de 1957  | 1     | 1     | Debut  | Sin participaciones previas      |
| 15  | Irlanda del Norte | Ganador del Grupo 8 de la Clasificación de UEFA     | 15 de enero de 1958      | 1     | 1     | Debut  | Sin participaciones previas      |
| 16  | Gales             | Ganador de la repesca de AFC/CAF/UEFA               | 5 de febrero de 1958     | 1     | 1     | Debut  | Sin participaciones previas      |

## Europa

### Grupo 1
| Pos. | Equipo     | Pts. | PJ | G | E | P | GF | GC | Dif. | Clasificación             |
| ---- | ---------- | ---- | -- | - | - | - | -- | -- | ---- | ------------------------- |
| 1    | Inglaterra | 10   | 4  | 3 | 1 | 0 | 15 | 5  | +10  | Clasificado a Suecia 1958 |
| 2    | Irlanda    | 7    | 4  | 2 | 1 | 1 | 6  | 7  | −1   |                           |
| 3    | Dinamarca  | 0    | 4  | 0 | 0 | 4 | 4  | 13 | −9   |                           |

 Fuente: FIFA
| Fecha                  | Lugar         |            |                       | Resultado |                       |            |
| ---------------------- | ------------- | ---------- | --------------------- | --------- | --------------------- | ---------- |
| 3 de octubre de 1956   | Dublín        | Irlanda    | Bandera de Irlanda    | 2:1 (2:0) | Bandera de Dinamarca  | Dinamarca  |
| 5 de diciembre de 1956 | Wolverhampton | Inglaterra | Bandera de Inglaterra | 5:2 (2:1) | Bandera de Dinamarca  | Dinamarca  |
| 8 de mayo de 1957      | Londres       | Inglaterra | Bandera de Inglaterra | 5:1 (4:0) | Bandera de Irlanda    | Irlanda    |
| 15 de mayo de 1957     | Copenhague    | Dinamarca  | Bandera de Dinamarca  | 1:4 (1:1) | Bandera de Inglaterra | Inglaterra |
| 19 de mayo de 1957     | Dublín        | Irlanda    | Bandera de Irlanda    | 1:1 (1:0) | Bandera de Inglaterra | Inglaterra |
| 2 de octubre de 1957   | Copenhague    | Dinamarca  | Bandera de Dinamarca  | 0:2 (0:0) | Bandera de Irlanda    | Irlanda    |

| Bandera de Inglaterra |
| Inglaterra            |

### Grupo 2
| Pos. | Equipo   | Pts. | PJ | G | E | P | GF | GC | Dif. | Clasificación             |
| ---- | -------- | ---- | -- | - | - | - | -- | -- | ---- | ------------------------- |
| 1    | Francia  | 10   | 4  | 3 | 1 | 0 | 19 | 4  | +15  | Clasificado a Suecia 1958 |
| 2    | Bélgica  | 7    | 4  | 2 | 1 | 1 | 16 | 11 | +5   |                           |
| 3    | Islandia | 0    | 4  | 0 | 0 | 4 | 6  | 26 | −20  |                           |

 Fuente: FIFA
| Fecha                   | Lugar     | Partido  | Partido             | Partido   | Partido             | Partido  |
| ----------------------- | --------- | -------- | ------------------- | --------- | ------------------- | -------- |
| 11 de noviembre de 1956 | París     | Francia  | Bandera de Francia  | 6:3 (4:1) | Bandera de Bélgica  | Bélgica  |
| 2 de junio de 1957      | Nantes    | Francia  | Bandera de Francia  | 8:0 (5:0) | Bandera de Islandia | Islandia |
| 5 de junio de 1957      | Bruselas  | Bélgica  | Bandera de Bélgica  | 8:3 (7:1) | Bandera de Islandia | Islandia |
| 1 de septiembre de 1957 | Reikiavik | Islandia | Bandera de Islandia | 1:5 (0:2) | Bandera de Francia  | Francia  |
| 4 de septiembre de 1957 | Reikiavik | Islandia | Bandera de Islandia | 2:5 (1:2) | Bandera de Bélgica  | Bélgica  |
| 27 de octubre de 1957   | Bruselas  | Bélgica  | Bandera de Bélgica  | 0:0       | Bandera de Francia  | Francia  |

| Bandera de Francia |
| Francia            |

### Grupo 3
| Pos. | Equipo   | Pts. | PJ | G | E | P | GF | GC | Dif. | Clasificación             |
| ---- | -------- | ---- | -- | - | - | - | -- | -- | ---- | ------------------------- |
| 1    | Hungría  | 9    | 4  | 3 | 0 | 1 | 12 | 4  | +8   | Clasificado a Suecia 1958 |
| 2    | Bulgaria | 6    | 4  | 2 | 0 | 2 | 11 | 7  | +4   |                           |
| 3    | Noruega  | 3    | 4  | 1 | 0 | 3 | 3  | 15 | −12  |                           |

 Fuente: FIFA
| Fecha                    | Lugar    | Partido  | Partido             | Partido   | Partido             | Partido  |
| ------------------------ | -------- | -------- | ------------------- | --------- | ------------------- | -------- |
| 22 de mayo de 1957       | Oslo     | Noruega  | Bandera de Noruega  | 1:2 (0:1) | Bandera de Bulgaria | Bulgaria |
| 12 de junio de 1957      | Oslo     | Noruega  | Bandera de Noruega  | 2:1 (1:1) | Bandera de Hungría  | Hungría  |
| 23 de junio de 1957      | Budapest | Hungría  | Bandera de Hungría  | 4:1 (3:0) | Bandera de Bulgaria | Bulgaria |
| 15 de septiembre de 1957 | Sofía    | Bulgaria | Bandera de Bulgaria | 1:2 (1:2) | Bandera de Hungría  | Hungría  |
| 3 de noviembre de 1957   | Sofía    | Bulgaria | Bandera de Bulgaria | 7:0 (3:0) | Bandera de Noruega  | Noruega  |
| 10 de noviembre de 1957  | Budapest | Hungría  | Bandera de Hungría  | 5:0 (2:0) | Bandera de Noruega  | Noruega  |

| Bandera de Hungría |
| Hungría            |

### Grupo 4
| Pos. | Equipo               | Pts. | PJ | G | E | P | GF | GC | Dif. | Clasificación             |
| ---- | -------------------- | ---- | -- | - | - | - | -- | -- | ---- | ------------------------- |
| 1    | Checoslovaquia       | 9    | 4  | 3 | 0 | 1 | 9  | 3  | +6   | Clasificado a Suecia 1958 |
| 2    | Gales1               | 6    | 4  | 2 | 0 | 2 | 6  | 5  | +1   | Repesca Intercontinental  |
| 3    | Alemania Democrática | 3    | 4  | 1 | 0 | 3 | 5  | 12 | −7   |                           |

 Fuente: FIFA
| Fecha                    | Lugar   | Partido           | Partido                      | Partido   | Partido                      | Partido           |
| ------------------------ | ------- | ----------------- | ---------------------------- | --------- | ---------------------------- | ----------------- |
| 1 de mayo de 1957        | Cardiff | Gales             | Bandera de Gales             | 1:0 (0:0) | Bandera de República Checa   | Checoslovaquia    |
| 19 de mayo de 1957       | Leipzig | Alemania Oriental | Bandera de Alemania Oriental | 2:1 (1:1) | Bandera de Gales             | Gales             |
| 26 de mayo de 1957       | Praga   | Checoslovaquia    | Bandera de República Checa   | 2:0 (1:0) | Bandera de Gales             | Gales             |
| 16 de junio de 1957      | Brno    | Checoslovaquia    | Bandera de República Checa   | 3:1 (0:1) | Bandera de Alemania Oriental | Alemania Oriental |
| 25 de septiembre de 1957 | Cardiff | Gales             | Bandera de Gales             | 4:1 (3:0) | Bandera de Alemania Oriental | Alemania Oriental |
| 27 de octubre de 1957    | Leipzig | Alemania Oriental | Bandera de Alemania Oriental | 1:4 (1:3) | Bandera de República Checa   | Checoslovaquia    |

1 Gales es invitado por la FIFA, mediante el sistema del Lucky loser, a disputar una repesca contra Israel, ganador del Grupo 14 (Asia/África/Europa) por el abandono de los rivales de este, en especial de Egipto, Indonesia y Sudán quienes se negaron a enfrentarlo por cuestiones políticas.
| Bandera de República Checa |
| Checoslovaquia             |

### Grupo 5
| Pos. | Equipo       | Pts. | PJ | G | E | P | GF | GC | Dif. | Clasificación             |
| ---- | ------------ | ---- | -- | - | - | - | -- | -- | ---- | ------------------------- |
| 1    | Austria      | 10   | 4  | 3 | 1 | 0 | 14 | 3  | +11  | Clasificado a Suecia 1958 |
| 2    | Países Bajos | 7    | 4  | 2 | 1 | 1 | 12 | 7  | +5   |                           |
| 3    | Luxemburgo   | 0    | 4  | 0 | 0 | 4 | 3  | 19 | −16  |                           |

 Fuente: FIFA
| Fecha                    | Lugar      | Partido      | Partido                     | Partido   | Partido                     | Partido      |
| ------------------------ | ---------- | ------------ | --------------------------- | --------- | --------------------------- | ------------ |
| 30 de septiembre de 1956 | Viena      | Austria      | Bandera de Austria          | 7:0 (2:0) | Bandera de Luxemburgo       | Luxemburgo   |
| 20 de marzo de 1957      | Róterdam   | Países Bajos | Bandera de los Países Bajos | 4:1 (2:1) | Bandera de Luxemburgo       | Luxemburgo   |
| 26 de mayo de 1957       | Viena      | Austria      | Bandera de Austria          | 3:2 (0:2) | Bandera de los Países Bajos | Países Bajos |
| 11 de septiembre de 1957 | Róterdam   | Luxemburgo   | Bandera de Luxemburgo       | 2:5 (1:4) | Bandera de los Países Bajos | Países Bajos |
| 25 de septiembre de 1957 | Ámsterdam  | Países Bajos | Bandera de los Países Bajos | 1:1 (0:1) | Bandera de Austria          | Austria      |
| 29 de septiembre de 1957 | Luxemburgo | Luxemburgo   | Bandera de Luxemburgo       | 0:3 (0:1) | Bandera de Austria          | Austria      |

| Bandera de Austria |
| Austria            |

### Grupo 6
| Pos. | Equipo          | Pts. | PJ | G | E | P | GF | GC | Dif. | Clasificación             |
| ---- | --------------- | ---- | -- | - | - | - | -- | -- | ---- | ------------------------- |
| 1    | Unión Soviética | 9    | 4  | 3 | 0 | 1 | 16 | 3  | +13  | Clasificado a Suecia 1958 |
| 2    | Polonia         | 9    | 4  | 3 | 0 | 1 | 9  | 5  | +4   |                           |
| 3    | Finlandia       | 0    | 4  | 0 | 0 | 4 | 2  | 19 | −17  |                           |

 Fuente: FIFA
Notas:
1. 1 2  Como Unión Soviética y Polonia terminaron empatados en puntos, se jugó un partido de desempate en una sede neutral para definir al ganador del grupo. La Unión Soviética ganó el partido por 2–0.

| Fecha                   | Lugar              | Partido         | Partido                       | Partido    | Partido                       | Partido         |
| ----------------------- | ------------------ | --------------- | ----------------------------- | ---------- | ----------------------------- | --------------- |
| 23 de junio de 1957     | Moscú              | Unión Soviética | Bandera de la Unión Soviética | 3:0 (1:0)  | Bandera de Polonia            | Polonia         |
| 5 de julio de 1957      | Helsinki           | Finlandia       | Bandera de Finlandia          | 1:3 (0:1)  | Bandera de Polonia            | Polonia         |
| 27 de julio de 1957     | Moscú              | Unión Soviética | Bandera de la Unión Soviética | 2:1 (1:1)  | Bandera de Finlandia          | Finlandia       |
| 15 de agosto de 1957    | Helsinki           | Finlandia       | Bandera de Finlandia          | 0:10 (0:7) | Bandera de la Unión Soviética | Unión Soviética |
| 20 de octubre de 1957   | Chorzow            | Polonia         | Bandera de Polonia            | 2:1 (1:0)  | Bandera de la Unión Soviética | Unión Soviética |
| 3 de noviembre de 1957  | Varsovia           | Polonia         | Bandera de Polonia            | 4:0 (2:0)  | Bandera de Finlandia          | Finlandia       |
| Desempate               |                    |                 |                               |            |                               |                 |
| 24 de noviembre de 1957 | Leipzig (Alemania) | Unión Soviética | Bandera de la Unión Soviética | 2:0 (1:0)  | Bandera de Polonia            | Polonia         |

| Bandera de la Unión Soviética |
| Unión Soviética               |

### Grupo 7
| Pos. | Equipo     | Pts. | PJ | G | E | P | GF | GC | Dif. | Clasificación             |
| ---- | ---------- | ---- | -- | - | - | - | -- | -- | ---- | ------------------------- |
| 1    | Yugoslavia | 8    | 4  | 2 | 2 | 0 | 7  | 2  | +5   | Clasificado a Suecia 1958 |
| 2    | Rumania    | 7    | 4  | 2 | 1 | 1 | 6  | 4  | +2   |                           |
| 3    | Grecia     | 1    | 4  | 0 | 1 | 3 | 2  | 9  | −7   |                           |

 Fuente: FIFA
| Fecha                    | Lugar    | Partido    | Partido               | Partido   | Partido               | Partido    |
| ------------------------ | -------- | ---------- | --------------------- | --------- | --------------------- | ---------- |
| 5 de mayo de 1957        | Atenas   | Grecia     | Bandera de Grecia     | 0:0       | Bandera de Yugoslavia | Yugoslavia |
| 16 de junio de 1957      | Atenas   | Grecia     | Bandera de Grecia     | 1:2 (1:1) | Bandera de Rumania    | Rumania    |
| 29 de septiembre de 1957 | Bucarest | Rumania    | Bandera de Rumania    | 1:1 (0:0) | Bandera de Yugoslavia | Yugoslavia |
| 3 de noviembre de 1957   | Bucarest | Rumania    | Bandera de Rumania    | 3:0 (0:0) | Bandera de Grecia     | Grecia     |
| 10 de noviembre de 1957  | Belgrado | Yugoslavia | Bandera de Yugoslavia | 4:1 (2:1) | Bandera de Grecia     | Grecia     |
| 17 de noviembre de 1957  | Belgrado | Yugoslavia | Bandera de Yugoslavia | 2:0 (0:0) | Bandera de Rumania    | Rumania    |

| Bandera de Yugoslavia |
| Yugoslavia            |

### Grupo 8
| Pos. | Equipo            | Pts. | PJ | G | E | P | GF | GC | Dif. | Clasificación             |
| ---- | ----------------- | ---- | -- | - | - | - | -- | -- | ---- | ------------------------- |
| 1    | Irlanda del Norte | 7    | 4  | 2 | 1 | 1 | 6  | 3  | +3   | Clasificado a Suecia 1958 |
| 2    | Italia            | 6    | 4  | 2 | 0 | 2 | 5  | 5  | 0    |                           |
| 3    | Portugal          | 4    | 4  | 1 | 1 | 2 | 4  | 7  | −3   |                           |

 Fuente: FIFA
| Fecha                   | Lugar   | Partido           | Partido                      | Partido   | Partido                      | Partido           |
| ----------------------- | ------- | ----------------- | ---------------------------- | --------- | ---------------------------- | ----------------- |
| 16 de enero de 1957     | Lisboa  | Portugal          | Bandera de Portugal          | 1:1 (1:1) | Bandera de Irlanda del Norte | Irlanda del Norte |
| 25 de abril de 1957     | Roma    | Italia            | Bandera de Italia            | 1:0 (1:0) | Bandera de Irlanda del Norte | Irlanda del Norte |
| 1 de mayo de 1957       | Belfast | Irlanda del Norte | Bandera de Irlanda del Norte | 3:0 (1:0) | Bandera de Portugal          | Portugal          |
| 26 de mayo de 1957      | Lisboa  | Portugal          | Bandera de Portugal          | 3:0 (1:0) | Bandera de Italia            | Italia            |
| 22 de diciembre de 1957 | Milán   | Italia            | Bandera de Italia            | 3:0 (1:0) | Bandera de Portugal          | Portugal          |
| 15 de enero de 1958     | Belfast | Irlanda del Norte | Bandera de Irlanda del Norte | 2:1 (2:0) | Bandera de Italia            | Italia            |

| Bandera de Irlanda del Norte |
| Irlanda del Norte            |

### Grupo 9
| Pos. | Equipo  | Pts. | PJ | G | E | P | GF | GC | Dif. | Clasificación             |
| ---- | ------- | ---- | -- | - | - | - | -- | -- | ---- | ------------------------- |
| 1    | Escocia | 9    | 4  | 3 | 0 | 1 | 10 | 9  | +1   | Clasificado a Suecia 1958 |
| 2    | España  | 7    | 4  | 2 | 1 | 1 | 12 | 8  | +4   |                           |
| 3    | Suiza   | 1    | 4  | 0 | 1 | 3 | 6  | 11 | −5   |                           |

 Fuente: FIFA
| Fecha                   | Lugar   | Partido | Partido            | Partido   | Partido            | Partido |
| ----------------------- | ------- | ------- | ------------------ | --------- | ------------------ | ------- |
| 10 de marzo de 1957     | Madrid  | España  | Bandera de España  | 2:2 (2:1) | Bandera de Suiza   | Suiza   |
| 8 de mayo de 1957       | Glasgow | Escocia | Bandera de Escocia | 4:2 (2:2) | Bandera de España  | España  |
| 19 de mayo de 1957      | Basilea | Suiza   | Bandera de Suiza   | 1:2 (1:1) | Bandera de Escocia | Escocia |
| 26 de mayo de 1957      | Madrid  | España  | Bandera de España  | 4:1 (2:0) | Bandera de Escocia | Escocia |
| 6 de noviembre de 1957  | Glasgow | Escocia | Bandera de Escocia | 3:2 (1:1) | Bandera de Suiza   | Suiza   |
| 24 de noviembre de 1957 | Lausana | Suiza   | Bandera de Suiza   | 1:4 (0:2) | Bandera de España  | España  |

| Bandera de Escocia |
| Escocia            |

## Sudamérica

### Grupo 1
Venezuela se retiró de la competición.
| Fecha               | Lugar          | Partido | Partido           | Partido   | Partido           | Partido |
| ------------------- | -------------- | ------- | ----------------- | --------- | ----------------- | ------- |
| 13 de abril de 1957 | Lima           | Perú    | Bandera de Perú   | 1:1 (1:0) | Bandera de Brasil | Brasil  |
| 21 de abril de 1957 | Río de Janeiro | Brasil  | Bandera de Brasil | 1:0 (1:0) | Bandera de Perú   | Perú    |

| Bandera de Brasil |
| Brasil            |

### Grupo 2
| Pos. | Equipo    | Pts. | PJ | G | E | P | GF | GC | Dif. | Clasificación             |
| ---- | --------- | ---- | -- | - | - | - | -- | -- | ---- | ------------------------- |
| 1    | Argentina | 9    | 4  | 3 | 0 | 1 | 10 | 2  | +8   | Clasificado a Suecia 1958 |
| 2    | Bolivia   | 6    | 4  | 2 | 0 | 2 | 6  | 6  | 0    |                           |
| 3    | Chile     | 3    | 4  | 1 | 0 | 3 | 2  | 10 | −8   |                           |

 Fuente: FIFA
| Fecha                    | Lugar             | Partido   | Partido              | Partido   | Partido              | Partido   |
| ------------------------ | ----------------- | --------- | -------------------- | --------- | -------------------- | --------- |
| 22 de septiembre de 1957 | Santiago de Chile | Chile     | Bandera de Chile     | 2:1 (1:1) | Bandera de Bolivia   | Bolivia   |
| 29 de septiembre de 1957 | La Paz            | Bolivia   | Bandera de Bolivia   | 3:0 (1:0) | Bandera de Chile     | Chile     |
| 6 de octubre de 1957     | La Paz            | Bolivia   | Bandera de Bolivia   | 2:0 (1:0) | Bandera de Argentina | Argentina |
| 13 de octubre de 1957    | Santiago de Chile | Chile     | Bandera de Chile     | 0:2 (0:1) | Bandera de Argentina | Argentina |
| 20 de octubre de 1957    | Buenos Aires      | Argentina | Bandera de Argentina | 4:0 (4:0) | Bandera de Chile     | Chile     |
| 27 de octubre de 1957    | Buenos Aires      | Argentina | Bandera de Argentina | 4:0 (1:0) | Bandera de Bolivia   | Bolivia   |

| Bandera de Argentina |
| Argentina            |

### Grupo 3
| Pos. | Equipo   | Pts. | PJ | G | E | P | GF | GC | Dif. | Clasificación             |
| ---- | -------- | ---- | -- | - | - | - | -- | -- | ---- | ------------------------- |
| 1    | Paraguay | 9    | 4  | 3 | 0 | 1 | 11 | 4  | +7   | Clasificado a Suecia 1958 |
| 2    | Uruguay  | 7    | 4  | 2 | 1 | 1 | 4  | 6  | −2   |                           |
| 3    | Colombia | 1    | 4  | 0 | 1 | 3 | 3  | 8  | −5   |                           |

 Fuente: FIFA
| Fecha               | Lugar      | Partido  | Partido             | Partido   | Partido             | Partido  |
| ------------------- | ---------- | -------- | ------------------- | --------- | ------------------- | -------- |
| 16 de junio de 1957 | Bogotá     | Colombia | Bandera de Colombia | 1:1 (1:0) | Bandera de Uruguay  | Uruguay  |
| 20 de junio de 1957 | Bogotá     | Colombia | Bandera de Colombia | 2:3 (1:1) | Bandera de Paraguay | Paraguay |
| 30 de junio de 1957 | Montevideo | Uruguay  | Bandera de Uruguay  | 1:0 (0:0) | Bandera de Colombia | Colombia |
| 7 de julio de 1957  | Asunción   | Paraguay | Bandera de Paraguay | 3:0 (1:0) | Bandera de Colombia | Colombia |
| 14 de julio de 1957 | Asunción   | Paraguay | Bandera de Paraguay | 5:0 (1:0) | Bandera de Uruguay  | Uruguay  |
| 28 de julio de 1957 | Montevideo | Uruguay  | Bandera de Uruguay  | 2:0 (1:0) | Bandera de Paraguay | Paraguay |

| Bandera de Paraguay |
| Paraguay            |

## Norteamérica, Centroamérica y el Caribe

### Grupo 1
| Pos. | Equipo                | Pts. | PJ | G | E | P | GF | GC | Dif. | Clasificación |
| ---- | --------------------- | ---- | -- | - | - | - | -- | -- | ---- | ------------- |
| 1    | Costa Rica            | 12   | 4  | 4 | 0 | 0 | 15 | 4  | +11  | Ronda Final   |
| 2    | Antillas Neerlandesas | 3    | 3  | 1 | 0 | 2 | 4  | 7  | −3   |               |
| 3    | Guatemala             | 0    | 3  | 0 | 0 | 3 | 4  | 12 | −8   |               |

 Fuente: FIFA
| Fecha                 | Lugar               | Partido               | Partido                          | Partido   | Partido                          | Partido               |
| --------------------- | ------------------- | --------------------- | -------------------------------- | --------- | -------------------------------- | --------------------- |
| 10 de febrero de 1957 | Ciudad de Guatemala | Guatemala             | Bandera de Guatemala             | 2:6 (1:4) | Bandera de Costa Rica            | Costa Rica            |
| 17 de febrero de 1957 | San José            | Costa Rica            | Bandera de Costa Rica            | 3:1 (2:0) | Bandera de Guatemala             | Guatemala             |
| 3 de marzo de 1957    | San José            | Costa Rica            | Bandera de Costa Rica            | 4:0 (0:0) | Bandera de Antillas Neerlandesas | Antillas Neerlandesas |
| 10 de marzo de 1957   | Ciudad de Guatemala | Guatemala             | Bandera de Guatemala             | 1:3 (1:2) | Bandera de Antillas Neerlandesas | Antillas Neerlandesas |
| 4 de agosto de 1957   | Willemstad          | Antillas Neerlandesas | Bandera de Antillas Neerlandesas | 1:2 (0:1) | Bandera de Costa Rica            | Costa Rica            |
| 1957                  | Willemstad          | Antillas Neerlandesas | Bandera de Antillas Neerlandesas | [ 4 ]     | Bandera de Guatemala             | Guatemala             |

### Grupo 2
| Pos. | Equipo         | Pts. | PJ | G | E | P | GF | GC | Dif. | Clasificación |
| ---- | -------------- | ---- | -- | - | - | - | -- | -- | ---- | ------------- |
| 1    | México         | 12   | 4  | 4 | 0 | 0 | 18 | 2  | +16  | Ronda Final   |
| 2    | Canadá         | 6    | 4  | 2 | 0 | 2 | 8  | 8  | 0    |               |
| 3    | Estados Unidos | 0    | 4  | 0 | 0 | 4 | 5  | 21 | −16  |               |

 Fuente: FIFA
| Fecha               | Lugar            | Partido        | Partido                   | Partido   | Partido                   | Partido        |
| ------------------- | ---------------- | -------------- | ------------------------- | --------- | ------------------------- | -------------- |
| 7 de abril de 1957  | Ciudad de México | México         | Bandera de México         | 6:0 (3:0) | Bandera de Estados Unidos | Estados Unidos |
| 28 de abril de 1957 | Los Ángeles      | Estados Unidos | Bandera de Estados Unidos | 2:7 (2:3) | Bandera de México         | México         |
| 22 de junio de 1957 | Toronto          | Canadá         | Bandera de Canadá         | 5:1 (2:1) | Bandera de Estados Unidos | Estados Unidos |
| 30 de junio de 1957 | Montreal         | Canadá         | Bandera de Canadá         | 0:3 (0:1) | Bandera de México         | México         |
| 3 de julio de 1957  | Ciudad de México | México         | Bandera de México         | 2:0 (2:0) | Bandera de Canadá         | Canadá         |
| 6 de julio de 1957  | San Luis         | Estados Unidos | Bandera de Estados Unidos | 2:3 (1:3) | Bandera de Canadá         | Canadá         |

### Ronda final
| Fecha                 | Lugar            | Partido    | Partido               | Partido   | Partido               | Partido    |
| --------------------- | ---------------- | ---------- | --------------------- | --------- | --------------------- | ---------- |
| 20 de octubre de 1957 | Ciudad de México | México     | Bandera de México     | 2:0 (1:0) | Bandera de Costa Rica | Costa Rica |
| 27 de octubre de 1957 | San José         | Costa Rica | Bandera de Costa Rica | 1:1 (1:1) | Bandera de México     | México     |

| Bandera de México |
| México            |

## Asia y África

### Preliminar
Taiwán se retiró, por lo que Indonesia pasó automáticamente a la siguiente ronda.

### Primera fase

#### Llave 1
| Fecha               | Lugar             | Partido   | Partido                               | Partido   | Partido                               | Partido   |
| ------------------- | ----------------- | --------- | ------------------------------------- | --------- | ------------------------------------- | --------- |
| 12 de mayo de 1957  | Yakarta           | Indonesia | Bandera de Indonesia                  | 2:0 (0:0) | Bandera de la República Popular China | China     |
| 2 de junio de 1957  | Pekín             | China     | Bandera de la República Popular China | 4:3 (2:1) | Bandera de Indonesia                  | Indonesia |
| Desempate           |                   |           |                                       |           |                                       |           |
| 23 de junio de 1957 | Rangún (Birmania) | China     | Bandera de la República Popular China | 0:0       | Bandera de Indonesia                  | Indonesia |

Al no tenerse en cuenta la diferencia de goles y al no haber un ganador definido, el Comité Ejecutivo de la FIFA desempató la llave tomando en cuenta el número de goles que los equipos marcaron de visitante, por lo que el seleccionado de Indonesia pasa a la siguiente ronda.

#### Llave 2
Turquía se retiró, por lo que Israel pasa a la siguiente ronda.

#### Llave 3
Chipre se retiró, por lo que Egipto pasa a la siguiente ronda.

#### Llave 4
| Fecha              | Lugar   | Partido | Partido          | Partido   | Partido          | Partido |
| ------------------ | ------- | ------- | ---------------- | --------- | ---------------- | ------- |
| 8 de marzo de 1957 | Jartum  | Sudán   | Bandera de Sudán | 1:0 (0:0) | Bandera de Siria | Siria   |
| 24 de mayo de 1957 | Damasco | Siria   | Bandera de Siria | 1:1 (0:1) | Bandera de Sudán | Sudán   |

### Segunda fase

#### Llave 1
Indonesia se retiró, por lo que Israel pasó a la fase final.

#### Llave 2
Egipto se retiró, por lo que Sudán pasó a la fase final.

### Fase final
Sudán se retiró, por lo que Israel clasifica automáticamente; no obstante, la FIFA revirtió esa acción.

## Repesca Europa-Asia-África
La FIFA, al ver el desastre en que se había convertido las eliminatorias en la zona por las rivalidades políticas entre el Estado judío de Israel y los Estados musulmanes de Indonesia, Egipto y Sudán (y Turquía en menor medida), decide abortar la calificación automática del seleccionado israelí, argumentando que ningún seleccionado podrá participar en la Fase Final si no ha jugado, al menos, un partido en la Fase Previa (con las únicas excepciones de Suecia y Alemania Federal, país anfitrión y campeón defensor respectivamente)
Así las cosas, la FIFA decide usar el sistema del Lucky loser para encontrarle un rival al combinado israelí por lo que le propone primero a Italia y, luego, a Uruguay, ambos eliminados durante la Fase Eliminatoria, que jueguen la Repesca contra el conjunto euro-asiático. Pero los ex Campeones Mundiales decidieron, finalmente, rechazar la propuesta.
Finalmente, el Órgano Rector del Fútbol Mundial le hace la propuesta al Seleccionado de Gales quien, gustosamente, acepta la nueva posibilidad de llegar, por primera vez, a la Fase Final del Torneo.
| 15 de enero de 1958 | Israel | 0–2     | Gales                        | Ramat Gan Stadium, Ramat Gan                               |                                                            |
|                     |        | Reporte | I. Allchurch 38' · Bowen 63' | Asistencia: 55,000 espectadores Árbitro(s): Maurice Guigue | Asistencia: 55,000 espectadores Árbitro(s): Maurice Guigue |

| 5 de febrero de 1958 | Gales                        | 2–0 (Global 4-0) | Israel | Ninian Park, Cardiff                                       |                                                            |
|                      | I. Allchurch 76' · Jones 80' | Reporte          |        | Asistencia: 38,000 espectadores Árbitro(s): Klaas Schipper | Asistencia: 38,000 espectadores Árbitro(s): Klaas Schipper |

| Bandera de Gales |
| Gales            |